# Järva-Jaani
Järva-Jaani (tysk: Sankt Johannis) er en flække (estisk: alev) i det centrale Estland.
Byen har et indbyggertal på 983 (2021) indbyggere. Den ligger i kommunen Järva i amtet Järvamaa.